# 镍币

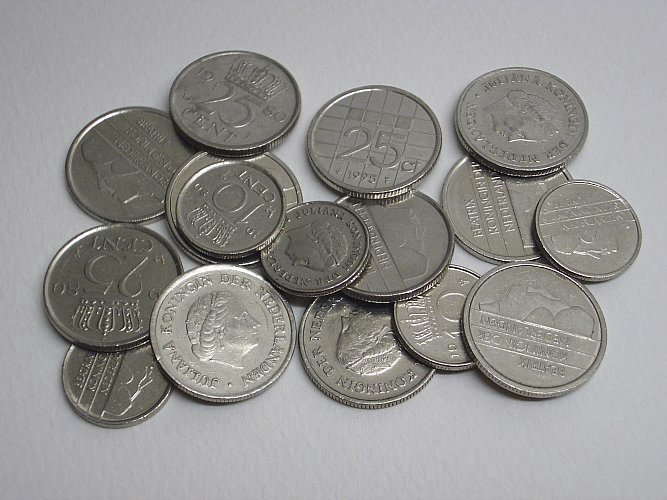
由純鎳鑄造的荷蘭硬幣

镍币（英語：nickel coin），含镍的金属货币，卑金属铸币的一种，多为辅币，包括铜镍合金的白铜币和纯镍币。

## 历史背景
公元前2世纪，地处中亚的希腊-巴克特里亚王国最早制作了铜镍合金硬币，古代巴克特里亞当地并不产镍，铸币材料可能是从中国云南一带进口的白铜，但并无定论。
尽管中国云南是古代白铜的重要产地，但中国自东周至明朝多以锡铅青铜铸钱，明朝中期到清朝末年多以铅锌黄铜铸钱，当铜含量降低时，锡铅青铜和铅锌黄铜的颜色都会泛白，常被称为白铜钱，其实钱币中并不一定含镍。无论是通过冶炼伴生铜镍矿石得到的简单白铜，还是加入其它元素得到的锌白铜、锰白铜均呈银白色。中国上古时期曾用白铜制作兵器，铁制兵器取代铜制兵器后，多被用于制作玺印、装饰品等，也有用于制作钱币的，如唐代的开元通宝，北宋的崇宁通宝、崇宁重宝、宣和通宝，南明的隆武通宝等均有以白铜铸造的，但铸造量极少。
18世纪中叶，中国白铜被英国伯明翰金属制品商人马修·博尔顿委托英国东印度公司职员带回英国，用于制作纽扣、烛台和壁炉门等。18世纪后期，包括博尔顿在内的一些英国人开始分析白铜的化学成分，并开始仿制白铜。白铜被仿制成功后，欧洲白铜最终占领西方市场，并曾以“德国银”为名售往中国。后来为节省铸币所用的贵金属，镍被用作铸币材料，但在二战时期，为优先满足战争对镍的需要，镍币生产曾有所减少。

## 近现代的各国镍币

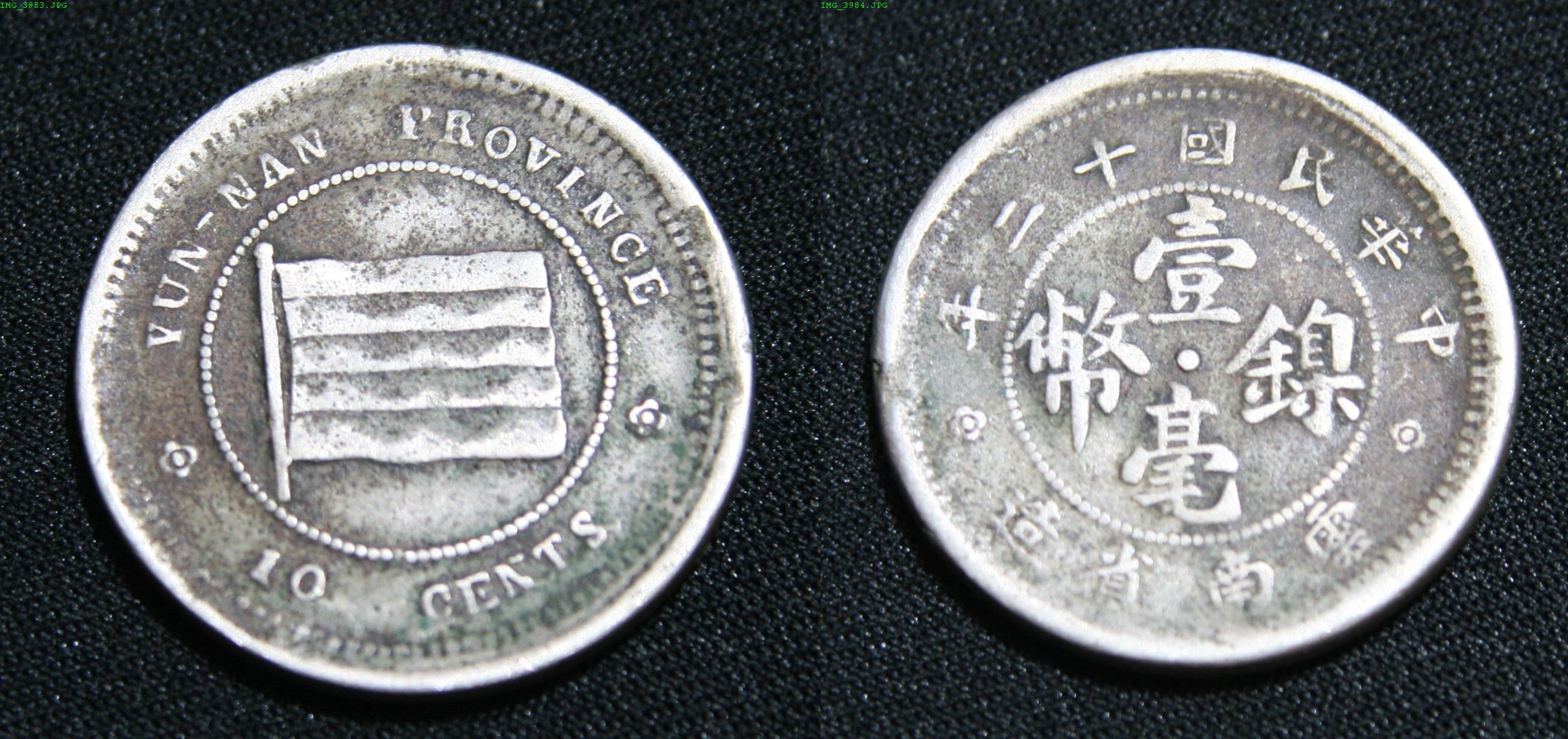
民国十二年雲南省造壹毫鎳幣

### 铜镍合金硬币
19世纪30年代，曾有英国人在伯明翰以白铜伪造荷兰银元用于在马来亚的贸易。19世纪中叶，瑞士最先以铜镍合金制造硬币。
1857年，美国费城铸币局开始发行含铜88%、含镍12%的飞鹰1美分硬币，该币及1859年开始发行的印第安人头像1美分硬币曾被称为“镍币”（nickel），1865年后该名称指代的是新发行镍含量为25%的3美分镍币，1866年同样含镍25%的盾牌镍币开始发行，此后“镍币”（nickel）在美国成为5美分硬币的别称。美国镍币的含镍量为25%。
俄罗斯帝国在19世纪时也曾计划发行铜镍合金硬币，并在1911年时认真进行过筹划，但三年后爆发了第一次世界大战，因此未能付诸实施。后来，苏联时期发行了铜镍合金硬币。
1888年，日本颁布《貨幣條例中改正追加》，修正《貨幣條例》，新增白铜材质的五钱硬币，为日本最早的镍币。1920年，日本又发行了白铜质的十钱硬币。
1909年10月，德华银行上海总行授权青岛分行在德国胶澳租借地内发行“大德国宝”镍币含铜75%，含镍25%，是中国最早的流通镍币。1914年，北洋政府开铸袁世凯半身像五分镍币，同样为含铜75%，含镍25%，但并未流通。1919年，广东铸五仙镍币，后改为半毫，广西亦曾仿铸。1923年云南铸半毫和壹毫镍币。1935年国民政府实行法币政策，中央造币厂于1936年开始铸正面为孙中山半身像的五分、十分和二十分镍币，1942年加铸半圆镍币。

### 纯镍币
1881年，瑞士最早开始发行纯镍硬币。一说19世纪末，奥匈帝国制造了第一批纯镍硬币。
加拿大曾在1922年至1942年、1946年至1951年、1955年至1981年以99.9%纯度的金属镍制作5加分硬币，“镍币”（nickel）在加拿大是5加分硬币的别称。
1933年，日本开始发行纯镍的五钱和十钱硬币。

## 备注
1. ↑  中国钱币学领域的“白铜钱”泛指颜色泛白的铜钱，不仅包括铜镍合金硬币，也包括其他材质的白色铜币[1]